# فرادنبه
فرادنبه (بالفارسية: فرادنبه) هي مدينة تقع في إيران في البلدة المركزية. يقدر عدد سكانها بـ 12,697 نسمة .